# Doug Jeffery
Doug Jeffery, geboren als Douglas Thaddeus Jeffery, (* in Woodbury, New Jersey) ist ein US-amerikanischer Schauspieler und Filmproduzent.

## Leben
Doug Jeffery stammt aus einer Künstlerfamilie. Sein Vater war Pianist, seine Mutter Sängerin. In der High School spielte er American Football auf der Position des Linebackers. Bereits als Teenager war er unternehmerisch tätig. Er besaß Verkaufsautomaten, betrieb einen Hot-Dog-Wagen und verkaufte Vitamine und Nahrungsergänzungsmittel. Mit diversen Jobs, u. a. als Bauarbeiter, Möbeltischler, Fitness-Trainmer und Barkeeper, hielt er sich als junger Erwachsener finanziell über Wasser. In seinen Zwanzigern tourte er als offizieller Moderator der Menstrip-Formation Chippendales durch die Vereinigten Staaten, Australien, Südafrika, Kanada, England und Schottland.
Er ging schließlich nach Los Angeles, um Schauspieler zu werden, und spielte ab Mitte der 1990er Jahre Hauptrollen in zahlreichen amerikanischen Kinofilmen, Fernsehfilmen oder für den DVD-Markt produzierten Filmen. Jeffery war hauptsächlich in Unterhaltungsfilmen unterschiedlicher Genres, hauptsächlich jedoch in Kriminalfilmen, Thrillern, Erotik-Thrillern und einigen Softsexfilmen zu sehen.
Als seinen ersten Filmauftritt führt die Filmdatenbank IMDb eine Episodenrolle in der US-amerikanischen Fernsehserie Love Street. 1994 spielte er unter der Regie des auf das Genre des Erotikthrillers spezialisierten Regisseurs Jag Mundhra den verführerischen, geheimnisvollen Stripper Quinn, mit dem die weibliche Hauptdarstellerin des Films eine leidenschaftliche, mysteriöse Affäre beginnt und schließlich in den Kriminalfall um den Tod des Strippers verwickelt wird. 1995 spielte er an der Seite von Mark Porro und Monique Parent die Hauptrolle des Stoney Oriole in dem Erotikthriller Verhängnisvolle Beziehung. Ebenfalls 1995 spielte er in dem Softcore-Sexfilm Smooth Operator den gutaussehenden Personal Trainer Brian Lerner, das Objekt der Begierde der weiblichen Hauptdarstellerin, die ihm völlig verfällt. 1995 drehte Jeffery außerdem, wiederum unter der Regie von Jag Mundhra, den Erotikthriller und Krimi Tainted Love – Gefährliches Verlangen, in dem er mit „glatter Schönheit“ und mit „angemessener Überzeugung“ den attraktiven Modedesigner Michael Madison spielte. 1995 übernahm er an der Seite von Shannon Tweed und Sam Hennings auch die Rolle des Serienkillers Billy Palmer in dem Erotikthriller Ein Lockvogel für den Mörder.
1996 übernahm Jeffery die Rolle des mit seinem bisherigen Leben unzufriedenen Familienvaters Jeff in dem Erotikthriller Angelas Spiel. Jeffery, diesmal in umgekehrter Weise in der Rolle des männlichen Opfers, trifft auf einer High-School-Klassenfeier seine Jugendliebe Angela wieder, gerät in ihren Bann und lässt sich mit ihr auf gefährliche und ungewöhnliche Sexspiele ein. Ebenfalls 1996 verkörperte er die Rolle des oberflächlichen Casanovas und Abenteurers Eddie Mayer, der sich nur noch auf sexuelle Abenteuer mit verheirateten Frauen einlässt, in dem Erotikthriller Affäre mit Risiko. 1996 arbeitete Jeffery erneut mit dem Regisseur Jag Mundhra zusammen und übernahm in dem Film Heiße Millionen, einem „Erotikthriller voller Überraschungen“, die Rolle des Immobilienmaklers Richard Lovejoy, der aufgrund von Spielschulden in finanziellen Schwierigkeiten steckt. Er bietet seine Liebesdienste einer reichen Witwe an, die unerwartet nach einer Liebesnacht tot neben ihm im Bett liegt.
1997 spielte er mehrfach Polizeiermittler und Privatdetektive, so als Detective Greg Dalton in dem Mysterythriller Don't Sleep Alone, der bei seinen Ermittlungen erfährt, dass das vermeintliche weibliche Opfer ein doppeltes Spiel mit ihm treibt. 1997 war er, an der Seite von Shauna O’Brian und Bobby Johnston, in dem Erotikthriller Leidenschaftliche Rache der Privatdetektiv Nick, der als Bodyguard für den nur knapp einem Mordanschlag entgangenen Herausgeber eines Männermagazins engagiert wird. 1997 folgte nochmals eine weitere Zusammenarbeit mit Jag Mundhra, der Thriller Shades of Gray, in dem Jeffery als Detective Jack Kincaid einen Beamten der Mordkommission spielte, der gegen den Ehemann seiner Exfreundin ermitteln muss.
1998 gab er ein überzeugendes Porträt als „psychopathischer Kontrollfreak“ und Verführer Edward in dem Erotikthriller Hörig (Originaltitel: Losing Control). 1998 wurde Jeffery erneut als Kriminalermittler besetzt. In dem Thriller Lola's Game spielte er einen Polizeidetektiv, der nach dem Killer seiner Ex-Freundin fahndet. 2001 spielte er, nochmals unter der Regie von Jag Mundhra, in dem romantischen Erotikdrama Monsoon den Portugiesen Emilio Corteza, einen Vertreter der ehemaligen Kolonialmacht in Goa.
Außerdem hatte er verschiedene Episodenrollen in US-amerikanischen Fernsehserien, unter anderem in V.I.P. – Die Bodyguards und Black Tie Nights. Teilweise wurde er in den Credits auch als Douglas Jeffery, Douglas T. Jeffery oder T.R. Smith geführt. Er war außerdem Moderator der auf dem US-History Channel ausgestrahlten Doku-Reihe Where Did It Come From? und Juror bei der Reality-Show Beauty and the Geek.
Später arbeitete Jeffery überwiegend als Filmproduzent und Producer. Er ist Inhaber der Set Design-Firma 41 Sets in Hollywood, Kalifornien. Außerdem ist er Mitgründer und Mit-Inhaber der Weinvertriebsgesellschaft Hollywood & Wine.

## Filmografie (Auswahl)
- 1994: Love Street (Fernsehserie)
- 1994: Sexual Malice
- 1995: Verhängnisvolle Beziehung (Scoring)
- 1995: Smooth Operator
- 1995: Tainted Love – Gefährliches Verlangen (Tainted Love)
- 1995: Killing for Love
- 1995: Ein Lockvogel für den Mörder (Indecent Behavior III)
- 1996: Angelas Spiel (Mischievous)
- 1996: Affäre mit Risiko (Other Men's Wives)
- 1996: Heiße Millionen (Irresistible Impulse)
- 1996: Versteckte Sinnlichkeit (Secret Places)
- 1997: Don't Sleep Alone
- 1997: Confessions of a Lap Dancer
- 1997: Leidenschaftliche Rache (Deadlock: A Passion for Murder)
- 1997: Shades of Gray
- 1998: Hörig (Losing Control)
- 1998: Lola's Game
- 1999: Liebestoll zum Quadrat (Passion's Desire)
- 1999: V.I.P. – Die Bodyguards (Fernsehserie)
- 2001: Monsoon
- 2004: Black Tie Nights (Fernsehserie)
- 2024: Alien: Rubicon
- 2024: PlanetQuake (Planetquake)
- 2024: Shark Warning